# زنگینه
زنگینه نام روستایی از توابع بخش شهرآباد شهرستان بردسکن در استان خراسان رضوی است. این روستا در دهستان شهرآباد قرار دارد و براساس سرشماری سال ۱۳۸۵ جمعیت آن ۸۵۹ نفر (۱۹۲ خانوار) بوده است.